# FC Bayern München in het seizoen 1979/80
Dit artikel beschrijft de prestaties van de Duitse voetbalclub FC Bayern München in het seizoen 1979/80, waarin de club kampioen werd.

## Spelerskern
| Naam                     | Nationaliteit            | Geboortedatum | Vorige club            |
| ------------------------ | ------------------------ | ------------- | ---------------------- |
| Keepers                  |                          |               |                        |
| Walter Junghans          | Bondsrepubliek Duitsland | 26-10-1958    | Victoria Hamburg       |
| Manfred Müller           | Bondsrepubliek Duitsland | 28-07-1947    | ESV Ingolstadt         |
| Verdedigers              |                          |               |                        |
| Einar Jan Aas            | Noorwegen                | 12-10-1955    | Moss FK                |
| Klaus Augenthaler        | Bondsrepubliek Duitsland | 26-09-1957    | /                      |
| Peter Gruber             | Bondsrepubliek Duitsland | 07-09-1952    | /                      |
| Udo Horsmann             | Bondsrepubliek Duitsland | 30-03-1952    | SpVgg Beckum           |
| Kurt Niedermayer         | Bondsrepubliek Duitsland | 25-11-1955    | Karlsruher SC          |
| Hans-Georg Schwarzenbeck | Bondsrepubliek Duitsland | 03-04-1948    | /                      |
| Hans Weiner              | Bondsrepubliek Duitsland | 29-11-1950    | Hertha BSC             |
| Middenvelders            |                          |               |                        |
| Paul Breitner            | Bondsrepubliek Duitsland | 05-09-1951    | Eintracht Braunschweig |
| Wolfgang Dremmler        | Bondsrepubliek Duitsland | 12-07-1954    | Eintracht Braunschweig |
| Bernd Dürnberger         | Bondsrepubliek Duitsland | 17-09-1953    | /                      |
| Wolfgang Kraus           | Bondsrepubliek Duitsland | 20-08-1953    | Eintracht Frankfurt    |
| Branko Oblak             | Joegoslavië              | 27-05-1947    | FC Schalke 04          |
| Aanvallers               |                          |               |                        |
| Dieter Hoeneß            | Bondsrepubliek Duitsland | 07-01-1953    | VfB Stuttgart          |
| Norbert Janzon           | Bondsrepubliek Duitsland | 21-12-1950    | Karlsruher SC          |
| Wilhelm Reisinger        | Bondsrepubliek Duitsland | 30-06-1958    | /                      |
| Karl-Heinz Rummenigge    | Bondsrepubliek Duitsland | 25-09-1955    | Borussia Lippstadt     |

- = Aanvoerder

### Technische staf
| Functie         | Naam                          | Nationaliteit            |
| --------------- | ----------------------------- | ------------------------ |
| Coach           | Pál Csernai                   | Hongarije                |
| Assistent-coach | Reinhard Saftig               | Bondsrepubliek Duitsland |
| Teamarts        | Hans-Wilhelm Müller-Wohlfahrt | Bondsrepubliek Duitsland |

## Resultaten
| Bundesliga | DFB-Pokal   | UEFA Cup     |
| ---------- | ----------- | ------------ |
|            |             |              |
| Kampioen   | 1/16 finale | Halve finale |

## Uitrustingen
Hoofdsponsor: Magirus-Deutz

Sportmerk: adidas
| Thuis | Uit | Alternatief | Doelman | Doelman |

## Transfers

### Zomer
| Naam                  | Nationaliteit            | Van/naar               | Type           |
| --------------------- | ------------------------ | ---------------------- | -------------- |
| Inkomend              |                          |                        |                |
| Wolfgang Dremmler     | Bondsrepubliek Duitsland | Eintracht Braunschweig | Gekocht        |
| Dieter Hoeneß         | Bondsrepubliek Duitsland | VfB Stuttgart          | Gekocht        |
| Wolfgang Kraus        | Bondsrepubliek Duitsland | Eintracht Frankfurt    | Gekocht        |
| Hans Weiner           | Bondsrepubliek Duitsland | Hertha BSC             | Gekocht        |
| Manfred Müller        | Bondsrepubliek Duitsland | ESV Ingolstadt         | Gekocht        |
| Uitgaand              |                          |                        |                |
| Sepp Maier            | Bondsrepubliek Duitsland |                        | Einde carrière |
| Martin Jol            | Nederland                | FC Twente              | Verkocht       |
| Hans-Josef Kapellmann | Bondsrepubliek Duitsland | TSV 1860 München       | Verkocht       |
| Gerd Müller           | Bondsrepubliek Duitsland | Lauderdale Strikers    | Verkocht       |
| Wolfgang Rausch       | Bondsrepubliek Duitsland | Dallas Tornado         | Verkocht       |
| Anton Schrobenhauser  | Bondsrepubliek Duitsland | SpVgg Unterhaching     | Verkocht       |
| Karl-Heinz Wohland    | Bondsrepubliek Duitsland | ATS Kulmbach           | Verkocht       |
| Werner Steinkirchner  | Bondsrepubliek Duitsland | Stuttgarter Kickers    | Huur           |
| Fritz Kloo            | Bondsrepubliek Duitsland |                        | Verkocht       |

### Winter
| Naam          | Nationaliteit | Van/naar | Type    |
| ------------- | ------------- | -------- | ------- |
| Inkomend      |               |          |         |
| Einar Jan Aas | Noorwegen     | Moss FK  | Gekocht |

## Bundesliga

### Eindstand
|    | Club                     | Wed | Gew | Gel | Ver | Pnt | V-T   |
| -- | ------------------------ | --- | --- | --- | --- | --- | ----- |
| 1  | FC Bayern München        | 34  | 22  | 6   | 6   | 50  | 84-33 |
| 2  | Hamburger SV             | 34  | 20  | 8   | 6   | 48  | 86-35 |
| 3  | 1. FC Kaiserslautern     | 34  | 18  | 5   | 11  | 41  | 75-53 |
| 3  | VfB Stuttgart            | 34  | 17  | 7   | 10  | 41  | 75-53 |
| 5  | 1. FC Köln               | 34  | 14  | 9   | 11  | 37  | 72-55 |
| 6  | Borussia Dortmund        | 34  | 14  | 8   | 12  | 36  | 64-56 |
| 7  | Borussia Mönchengladbach | 34  | 12  | 12  | 10  | 36  | 61-60 |
| 8  | FC Schalke 04            | 34  | 12  | 9   | 13  | 33  | 40-51 |
| 9  | Eintracht Frankfurt      | 34  | 15  | 2   | 17  | 32  | 65-61 |
| 10 | VfL Bochum               | 34  | 13  | 6   | 15  | 32  | 41-44 |
| 11 | Fortuna Düsseldorf       | 34  | 13  | 6   | 15  | 32  | 62-72 |
| 12 | Bayer 04 Leverkusen      | 34  | 12  | 8   | 14  | 32  | 45-61 |
| 13 | TSV 1860 München         | 34  | 10  | 10  | 14  | 30  | 42-53 |
| 14 | MSV Duisburg             | 34  | 11  | 7   | 16  | 29  | 43-57 |
| 15 | Bayer 05 Uerdingen       | 34  | 12  | 5   | 17  | 29  | 43-61 |
| 16 | Hertha BSC               | 34  | 11  | 7   | 16  | 29  | 41-61 |
| 17 | SV Werder Bremen         | 34  | 11  | 3   | 20  | 25  | 52-93 |
| 18 | Eintracht Braunschweig   | 34  | 6   | 8   | 20  | 20  | 32-64 |

Kampioen Bayern München plaatste zich voor de Europacup I 1980/81
Bekerwinnaar Fortuna Düsseldorf plaatste zich voor de Europacup II 1980/81
De nummers 2, 3, 4 en 5 van de competitie, Hamburger SV, 1.FC Kaiserslautern, VfB Stuttgart, en 1.FC Köln en titelverdediger Eintracht Frankfurt namen deel in de UEFA Cup 1980/81
Hertha BSC, SV Werder Bremen en Eintracht Braunschweig degradeerden naar de 2. Bundesliga
De kampioenen DSC Arminia Bielefeld (Nord) en 1.FC Nürnberg (Süd) en Karlsruher SC (na beslissingswedstrijden tegen Rot-Weiss Essen, 5-1, 1-3) promoveerden uit de 2. Bundesliga

## Individuele prijzen
| Prijs                         | Winnaar               |
| ----------------------------- | --------------------- |
| Duits voetballer van het jaar | Karl-Heinz Rummenigge |
| Topschutter Bundesliga        | Karl-Heinz Rummenigge |

## Afbeeldingen

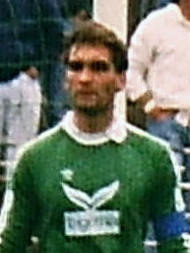
Walter Junghans (doelman)
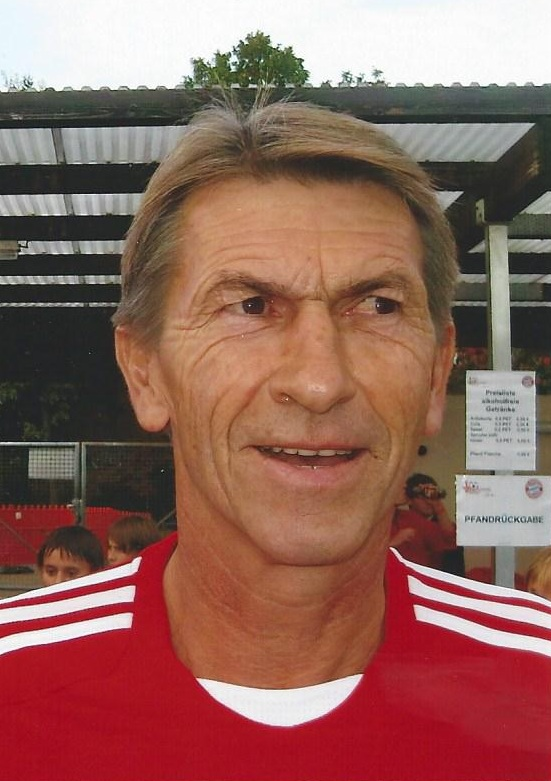
Klaus Augenthaler (verdediger)
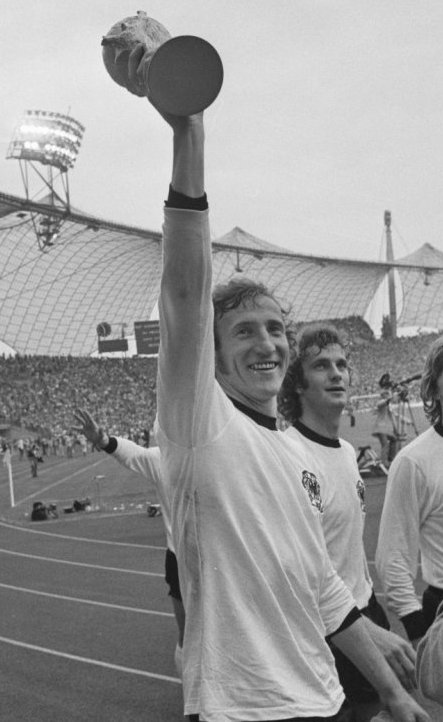
Hans-Georg Schwarzenbeck (verdediger)
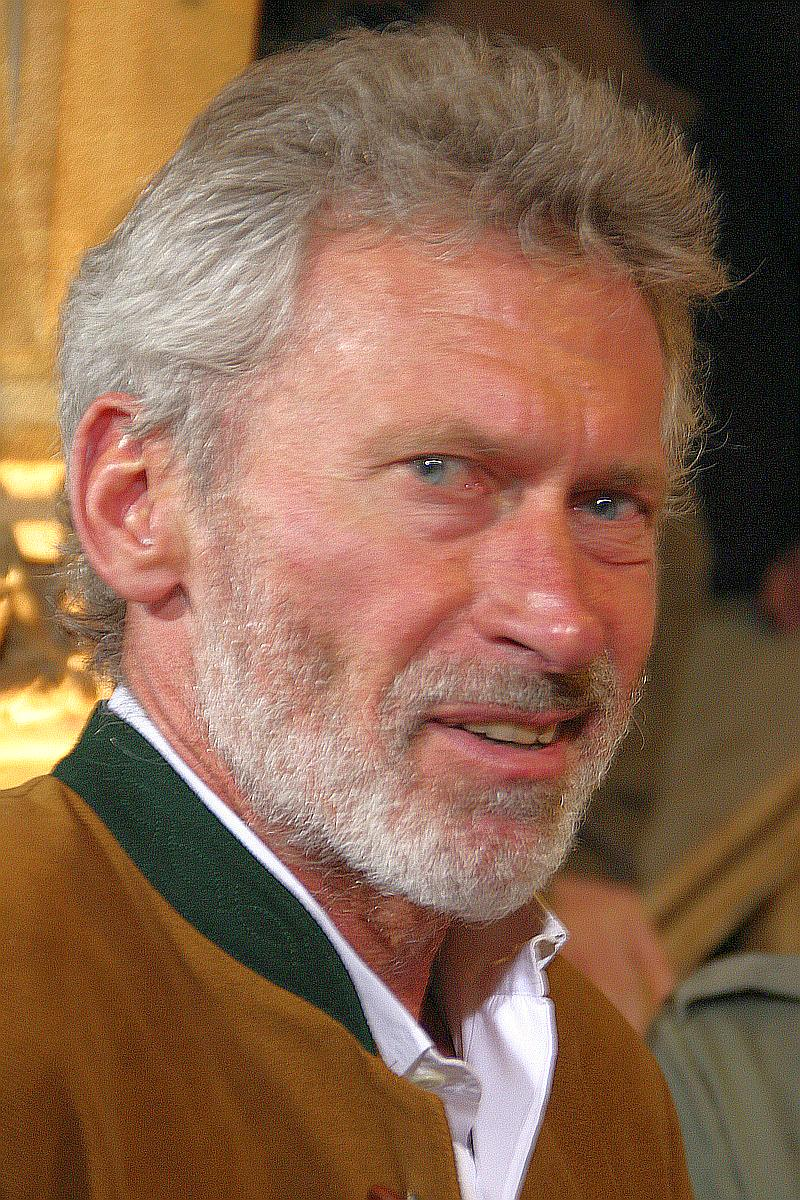
Paul Breitner (middenvelder)
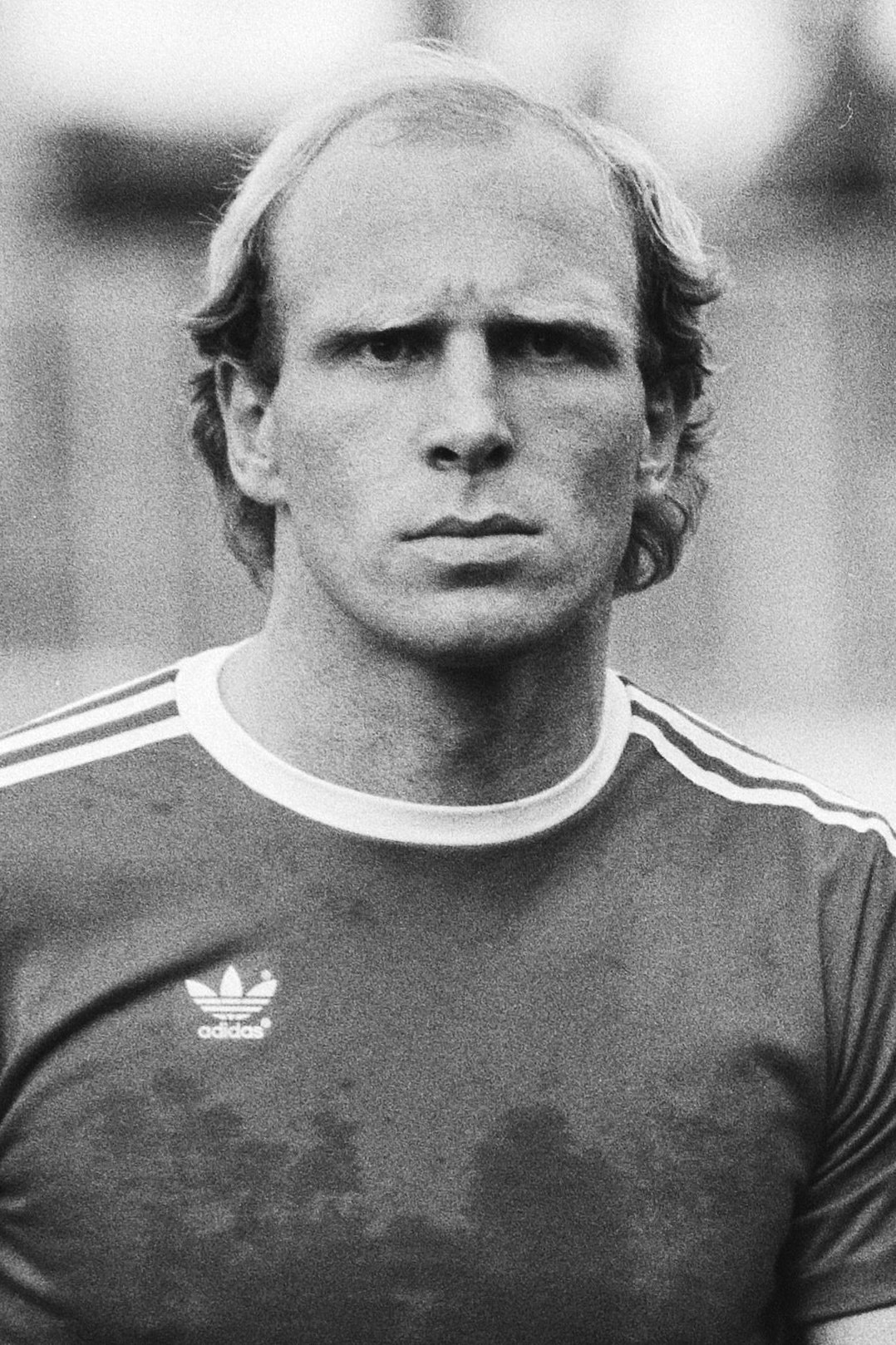
Dieter Hoeneß (aanvaller)
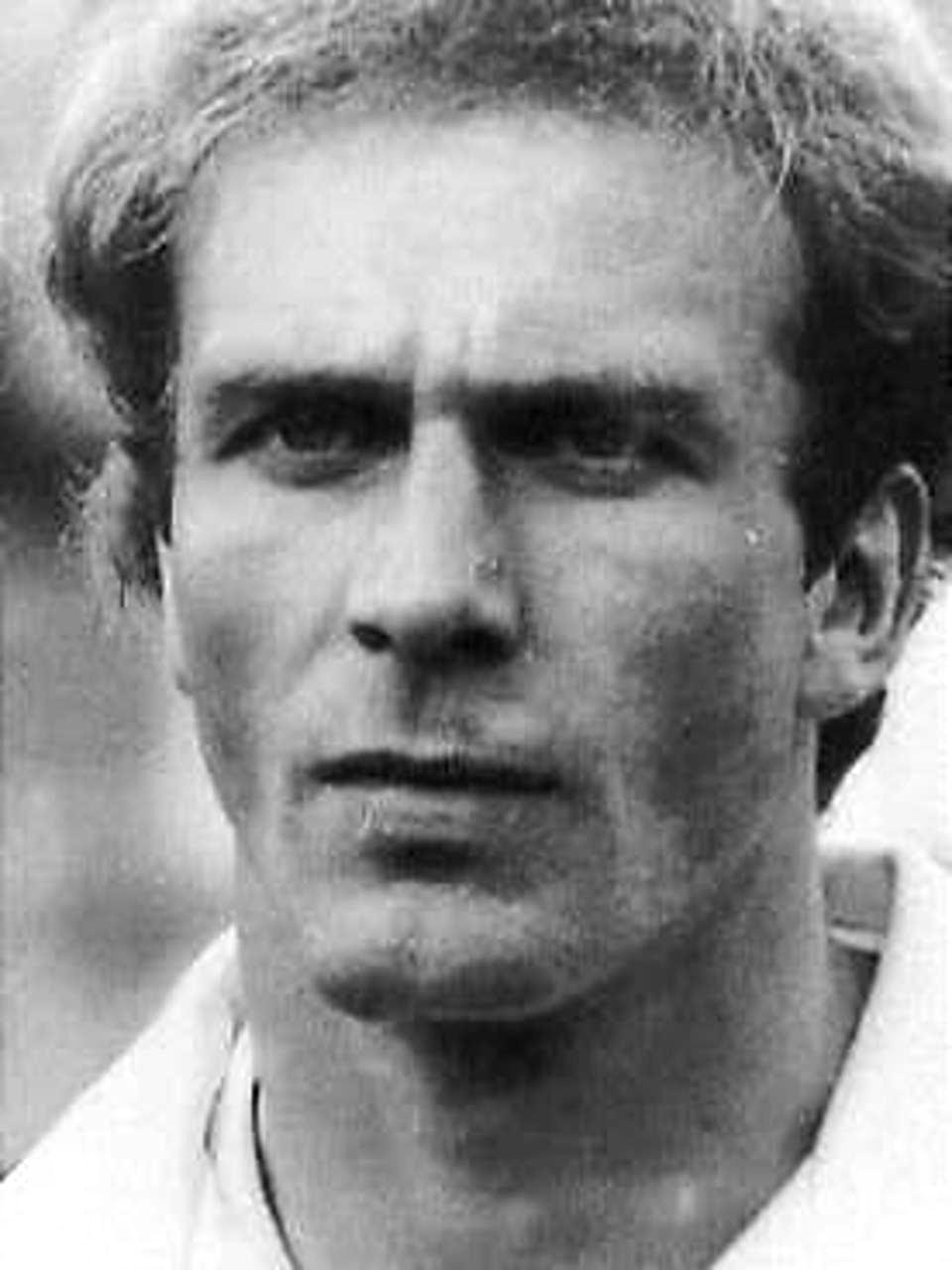
Karl-Heinz Rummenigge (aanvaller)